# Топса (приток Троицкого Полоя)
Топса (Шожа) — река в Виноградовском районе Архангельской области России, правый приток Северной Двины.

## География
Река берёт начало на Двинско-Пинежском водоразделе. Устье реки находится в 3 км по правому берегу двинской протоки Троицкий Полой. Высота истока (Рассоха) — 138,8 метра. Высота устья — 17 метров над уровнем моря. Длина реки — 76 км. Водосборная площадь — 534 км². Питание реки снеговое и дождевое. Ледостав с конца октября-начала ноября по конец апреля.

## Притоки
Северка, Летняя, Пенчура, Горелый, Котовка, Шундовка, Везовка, Тельповка, Верхняя Палова, Яржа, Ульяновка.

## Населённые пункты
Топса, Тугаринская, Нижняя Топса, Клыковская, Никитинская.

## Этимология
Считается, что Топса значит — топкие места, болота.

## Данные водного реестра
По данным государственного водного реестра России относится к Двинско-Печорскому бассейновому округу, водохозяйственный участок реки — Северная Двина от впадения реки Вычегда до впадения реки Вага, речной подбассейн реки — Северная Двина ниже места слияния Вычегды и Малой Северной Двины. Речной бассейн реки — Северная Двина.
Код объекта в государственном водном реестре — 03020300112103000027999.